# Heriaeus
Genre
Heriaeus est un genre d'araignées aranéomorphes de la famille des Thomisidae.

## Distribution
Les espèces de ce genre se rencontrent en Afrique, en Asie et en Europe.

## Liste des espèces
Selon World Spider Catalog (version 23.0, 28/05/2022) :
- Heriaeus algericus Loerbroks, 1983
- Heriaeus allenjonesi van Niekerk & Dippenaar-Schoeman, 2013
- Heriaeus antoni van Niekerk & Dippenaar-Schoeman, 2013
- Heriaeus buffoni (Audouin, 1826)
- Heriaeus buffonopsis Loerbroks, 1983
- Heriaeus capillatus Utochkin, 1985
- Heriaeus chareshi Sen & Sureshan, 2022
- Heriaeus charitonovi Utochkin, 1985
- Heriaeus concavus Tang & Li, 2010
- Heriaeus convexus Tang & Li, 2010
- Heriaeus copricola van Niekerk & Dippenaar-Schoeman, 2013
- Heriaeus crassispinus Lawrence, 1942
- Heriaeus delticus Utochkin, 1985
- Heriaeus fedotovi Charitonov, 1946
- Heriaeus foordi van Niekerk & Dippenaar-Schoeman, 2013
- Heriaeus graminicola (Doleschall, 1852)
- Heriaeus hirtus (Latreille, 1819)
- Heriaeus horridus Tystshenko, 1965
- Heriaeus latifrons Lessert, 1919
- Heriaeus madagascar van Niekerk & Dippenaar-Schoeman, 2013
- Heriaeus maurusius Loerbroks, 1983
- Heriaeus mellotteei Simon, 1886
- Heriaeus muizenberg van Niekerk & Dippenaar-Schoeman, 2013
- Heriaeus numidicus Loerbroks, 1983
- Heriaeus oblongus Simon, 1918
- Heriaeus orientalis Simon, 1918
- Heriaeus peterwebbi van Niekerk & Dippenaar-Schoeman, 2013
- Heriaeus pilosus Nosek, 1905
- Heriaeus setiger (O. Pickard-Cambridge, 1872)
- Heriaeus simoni Kulczyński, 1903
- Heriaeus sossusvlei van Niekerk & Dippenaar-Schoeman, 2013
- Heriaeus spinipalpus Loerbroks, 1983
- Heriaeus transvaalicus Simon, 1895
- Heriaeus xanderi van Niekerk & Dippenaar-Schoeman, 2013
- Heriaeus xinjiangensis Liang, Zhu & Wang, 1991
- Heriaeus zanii van Niekerk & Dippenaar-Schoeman, 2013
- Heriaeus zhalosni Komnenov, 2017

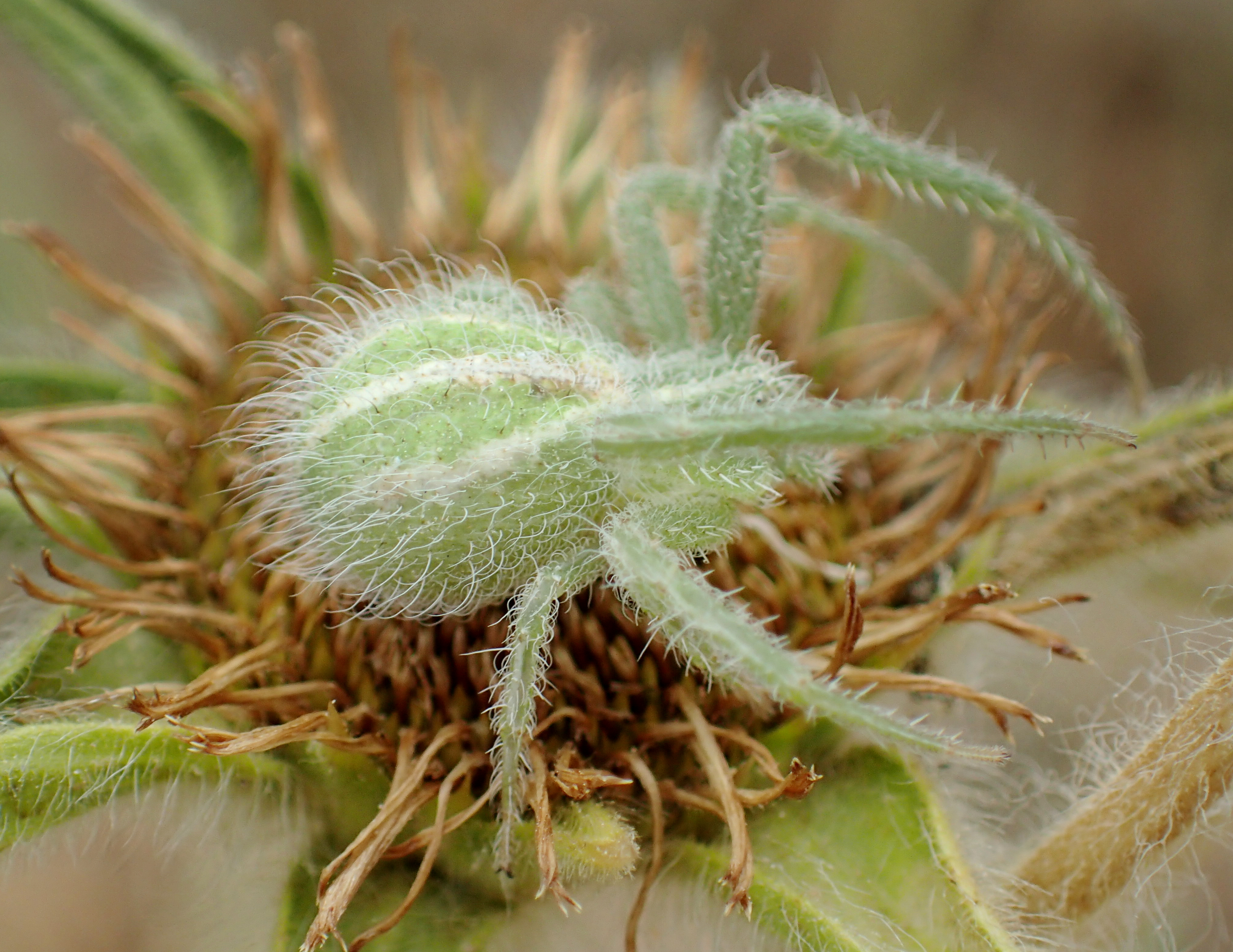
Heriaeus melloteei
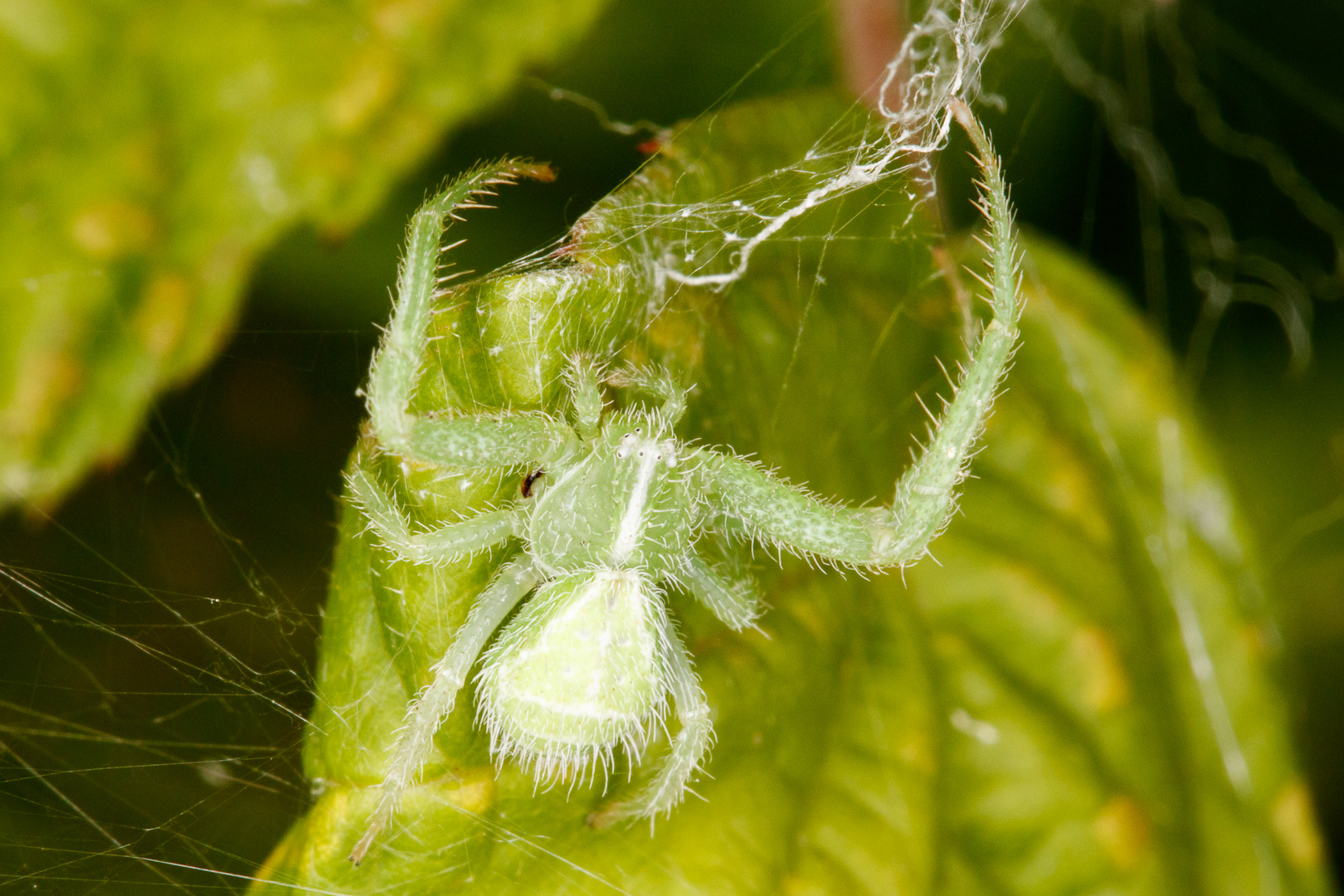
Heriaeus graminicola
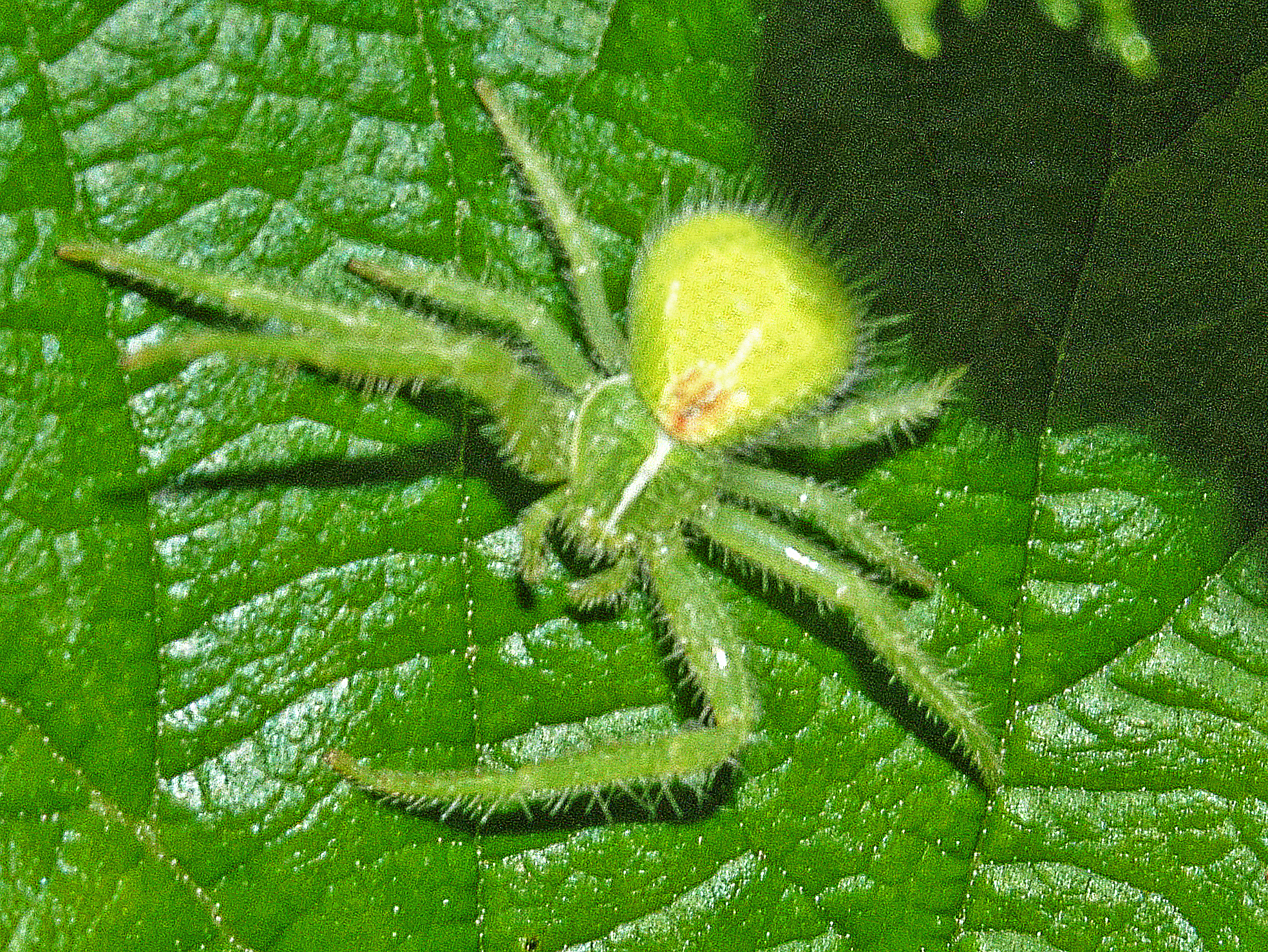
Heriaeus hirtus

## Systématique et taxinomie
Ce genre a été décrit par Simon en 1875 dans les Thomisidae.
Il a été révisé par van Niekerk et Dippenaar-Schoeman en 2013.

## Publication originale
- Simon, 1875 : Les arachnides de France. Paris, vol. 2, p. 1-350.